# Oxyurichthys visayanus
 Oxyurichthys visayanus és una espècie de peix de la família dels gòbids i de l'ordre dels cipriniformes que es troba a les Filipines.